# 澤姆良卡 (卡哈爾雷克區)
49°44′48″N 30°44′32″E / 49.74667°N 30.74222°E
澤姆良卡（烏克蘭語：Землянка）是位於烏克蘭北部的村莊，由基辅州奧布希夫區的卡哈爾利克市鎮負責管轄。該村始建於1719年，面積1.3平方公里，海拔高度157米，2001年人口194，人口密度每平方公里148.9人。